# The Big Broadcast
Pour plus de détails, voir Fiche technique et Distribution.
The Big Broadcast est un film américain réalisé par Frank Tuttle et sorti en 1932. C'est un des premiers grands films dans lequel se produisent des vedettes de la radio de l'époque, telles que Bing Crosby, Kate Smith ou les Mills Brothers

## Synopsis
Le radio-chanteur Bing Hornsby ne prend pas sa carrière professionnelle très au sérieux, arrivant souvent en retard alors que son futur mariage avec la célèbre Mona Lowe devient un problème pour la station WADX. Après une conversation désagréable avec le directeur de la station, George Burns, concernant un licenciement et un procès, le chanteur découragé se rend dans un bar clandestin. Là-bas, Hornsby voit Leslie McWhinney, un pauvre pétrolier texan, qui ne reconnaît pas Bing Hornsby. Ce dernier console Leslie, qui exprime son chagrin face à une femme qui lui a escroqué 100 000 $. Hornsby a d'abord l'intention de le réconforter, mais il voit bientôt un article de journal sur la trahison de Mona. Ils réalisent tous les deux qu'ils ont été lésés par la même personne.
Cette nuit-là, Hornsby invite Leslie dans son appartement, où complètement ivres, ils conviennent de se suicider par un empoisonnement au gaz. Leslie accepte à contrecœur le plan et alors qu'ils sont assis dans la cuisine, attenant la mort, ils sont hantés par la soudaine apparition fantomatique d'un crâne et d'un accordéoniste chantant. Avant de mourir, ils sont secourus par un portier et Anita Rogers, la secrétaire à la station WADX et ancienne fiancée de Leslie. Le lendemain matin, Hornsby et Leslie se réveillent pour découvrir qu'ils sont toujours en vie. Anita avoue à Leslie qu'elle est tombée amoureuse de Hornsby. Celui-ci invite alors Leslie à les rejoindre à WADX, disant qu'il peut lui trouver un emploi à la station de radio.
Pendant ce temps, le directeur de la station est embrouillé par la conversation confuse et les détournements de sa sténographe, Gracie Allen. Après de multiples mésaventures, il perd la station et Leslie est obligé de trouver un emploi à la gare, mais découvre avec stupéfaction qu'elle aussi est en faillite. Leslie révèle plus tard qu'il a encore 900 000 $ et utilise cet argent pour acheter la station de radio, afin d'aider Hornsby et Anita, qu'il aime toujours. Leslie a l'idée de diffuser une grande émission de stars pour désendetter la station. Entre-temps, Mona revient et rétablit le mariage, ce qui fait rapidement oublier à Hornsby sa romance naissante avec Anita. Hornsby sort avec Mona quelques heures avant la grande émission, menaçant de ruiner le spectacle car il est le meilleur pour clore l'émission.
Leslie exprime qu'il soutient inconditionnellement la relation entre Hornsby et Anita, ce qui fait pleurer Anita. Elle avoue à Leslie qu'elle aime Hornsby parce qu'il lui rappelle Leslie, en particulier sa voix. Elle demande un baiser à Leslie, et malgré sa confusion, il s'exécute. Leslie visite ensuite l'appartement de Mona quelques heures après le début du spectacle, pour découvrir que Hornsby est allongé sur le canapé, apparemment ivre. En réalité, Hornsby fait un clin d'œil à Mona pour indiquer qu'il fait semblant d'être en état d'ébriété afin de sauter le spectacle et de passer plus de temps avec elle. Leslie continue de l'exhorter à se produire, tandis que Mona semble être incroyablement furieuse contre l'irresponsabilité de Hornsby. Leslie part après avoir rappelé à Hornsby qu'il déçoit Anita. Après son départ, Mona demande à savoir qui est Anita mais quand Hornsby refuse de lui dire, elle jette un vase qui se brise contre le mur près de la tête de Hornsby.
En revenant à la gare, Leslie surprend un couple plus âgé en train d'écouter un disque de Hornsby. Il a alors l'idée de trouver un disque et de le faire tourner, espérant que les gens supposeraient qu'il s'agit d'une performance en direct. Tentant d'obtenir le disque, ce dernier se fait jeter sur le trottoir où il se casse. Désespérément, Leslie tente de trouver un enregistrement de la chanson et se retrouve dans diverses situations comiques, se terminant généralement par une tournure ironique qui mène à la situation suivante. Dans l'urgence, Leslie demande que les rideaux du studio soient fermés. Il passe ensuite un disque à moitié fondu à l'antenne ; cependant, à mesure qu'il est joué, il produit un mauvais effet humoristique. Le groupe commence à jouer et il n'y a apparemment pas de chanteur, car Hornsby continue d'être absent. Ne voyant pas d'autre option, Leslie se met à chanter, accompagnant le groupe avec des voix manifestement inexpérimentées. Il trébuche sur les paroles et ne peut pas produire les bons sifflements.
Anita, écoutant l'émission, a l'air choquée de reconnaître la voix de Leslie au lieu de celle de Bing. D'après son expression faciale, on peut supposer qu'elle trouve Leslie courageuse et attachante et revient à sa romance avec Leslie. Juste à temps pour le deuxième couplet, Hornsby revient et interprète la chanson, improvisant des paroles alternatives comme un message à Anita pour qu'elle reprenne Leslie comme son fiancé. Hornsby, qui a en fait feint l'irresponsabilité pour réunir Leslie et Anita, réussit à réunir les anciens amants. Mona l'écoute dans la cabine ; elle fait la moue et a un œil au beurre noir en l'écoutant chanter, le regardant avec admiration et peur. 
L'œil au beurre noir insinue que Hornsby l'avait agressée plus tôt dans la soirée en guise de punition pour l'avoir quitté et pour qu'elle ait posé des questions sur Anita.

## Fiche technique
- Réalisation : Frank Tuttle
- Scénario : George Marion Jr.
- Producteur : Benjamin Glazer
- Photographie : George J. Folsey
- Production : Paramount Pictures
- Durée : 80 minutes
- Date de sortie : 
  - États-Unis : 14 octobre 1932

## Distribution
- Bing Crosby : lui-même
- Stuart Erwin : Leslie McWhinney
- Leila Hyams : Anita Rogers
- Sharon Lynn : Mona
- George Burns : lui-même
- Gracie Allen : lui-même
- George Barbier : Clapsaddle
- Ralph Robertson : Announcer
- Alex Melesh : Animal Man
- Spec O'Donnell : Office Boy
- Anna Chandler : Mrs. Cohen
- Thomas Carrigan : Officer
- The Mills Brothers
- Irving Bacon : Prisoner
- The Boswell Sisters
- Cab Calloway  : lui-même
- Leonid Kinskey : Ivan
- Eddie Lang  : lui-même
- Vincent Lopez & His Orchestra
- Dewey Robinson : Basso
- Kate Smith  : elle-même
- Arthur Tracy : lui-même[2]

## Lieux de tournage
- Hollywood, Los Angeles, Californie
- Paramount Studios, Astoria, Queens, New York City[3]